# Louis Edmond Duranty

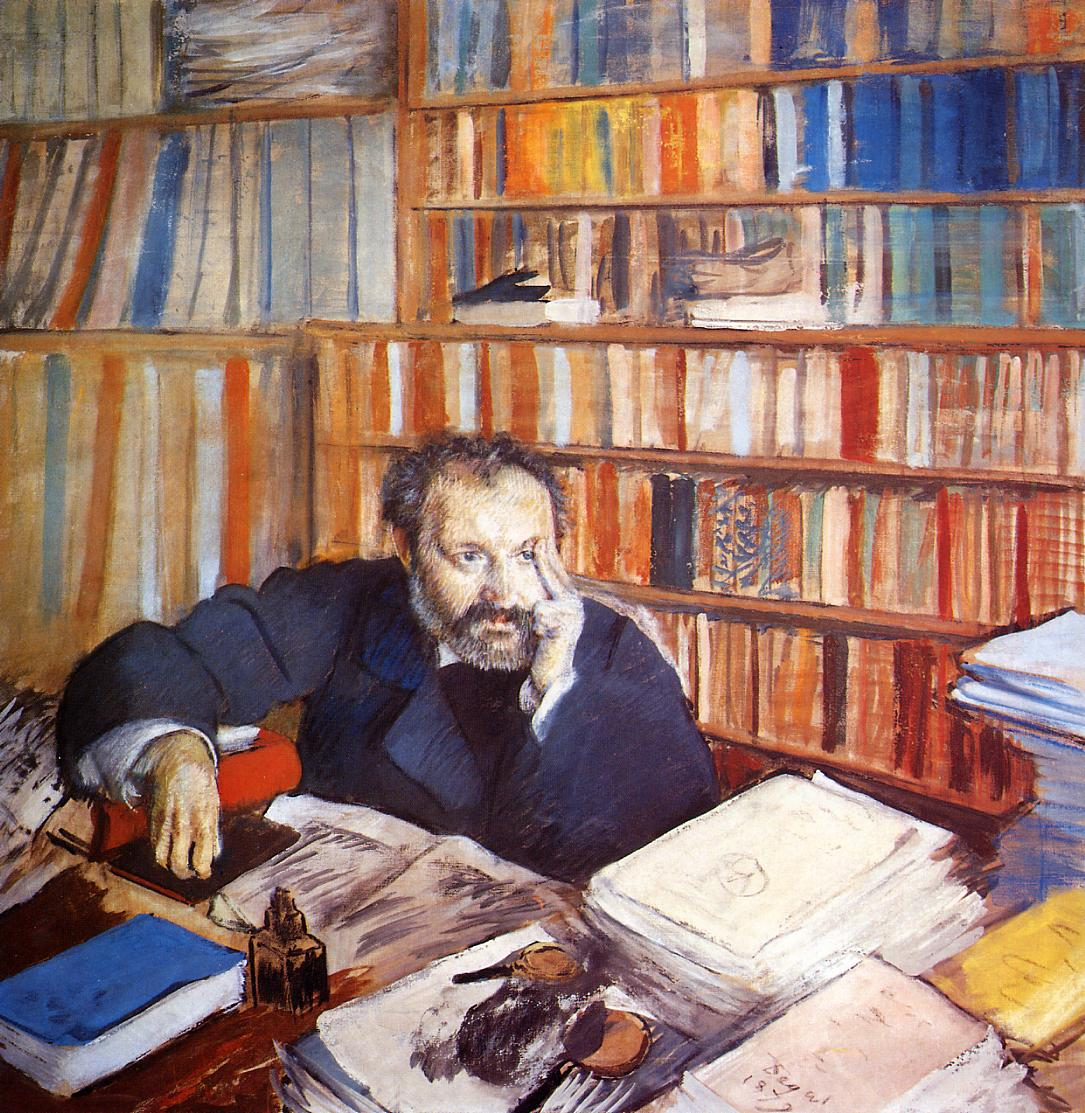
Edgar Degas, 1879, portret van Louis Edmond Duranty, Burrell Collection.

Louis Edmond Duranty (Parijs, 5 juni 1833 – aldaar, 10 april 1880) was een Franse schrijver, journalist en kunstcriticus. Hij publiceerde tal van artikels waarin hij zich fel inzette eerst voor het realisme en later voor het impressionisme.

## Biografie
Duranty was de zoon van Louis Edmond Anthoine, auditeur bij de Raad van State in Frankrijk, inspecteur bij de verzekeringsmaatschappij La Nationale en daarna magistraat. In tegenstelling tot wat velen denken was hij niet de zoon van Prosper Mérimée. Zijn moeder was Émilie Hémart (Madame Lacoste 1798-1879), die zich Émilie Duranty liet noemen in de geboorteakte. Ze had ook een zoon, Félix-Joseph Lacoste (1825), van Jozef Bonaparte, de oudere broer van Napoleon Bonaparte.
Louis Duranty werd opgevoed bij een groottante langs vaders kant op het kasteel van Néac in de Gironde en studeerde in Parijs. In 1844 en 1845 volgde hij de lessen aan het Collège Chaptal (nu Lycée Chaptal). Na zijn studies werkte hij een tijd bij de administratie onder de naam Edmond Antoine, maar hij geeft zijn ontslag op 4 juli 1857 om zich vanaf dan aan de kunstkritiek en de literatuur te wijden.
In 1856 had hij samen met Jules Assézat het tijdschrift Réalisme opgericht, dat uitsluitend gewijd was aan de literaire kritiek. Het eerste nummer verscheen in november 1856, maar na zes nummers moesten ze het initiatief opgeven. Ondanks zijn korte levensloop werd het tijdschrift achteraf beroemd (en heruitgegeven) onder meer dankzij de twee artikels over de roman Madame Bovary van Gustave Flaubert, die niet bepaald lovend waren. Duranty zag de roman van Flaubert als “koud, zielloos, een mathematische constructie maar geen roman”.

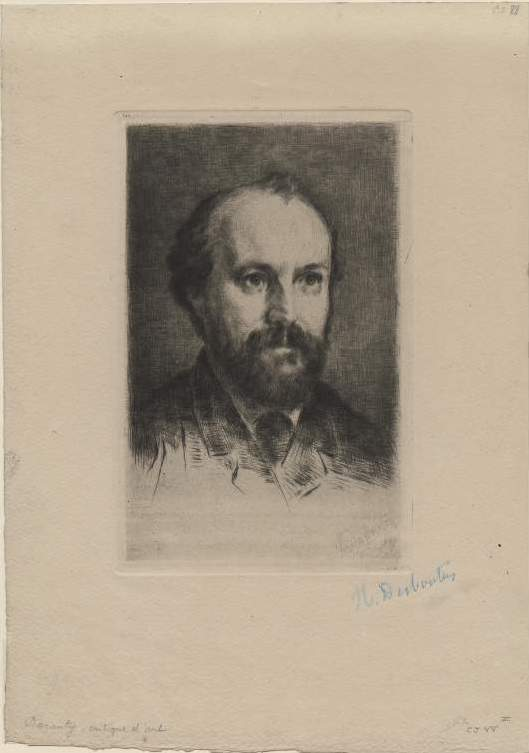
Marcellin Desboutin, 1876, portret van Louis Edmond Duranty.

In 1861 begon Duranty met een marionettentheater in de Jardin des Tuileries. De decors werden geschilderd door Gustave Courbet. Hij schreef een repertoire van vierentwintig sketches met als helden Pulcinella, Pierrot en Harlekijn. In 1870 worden zijn marionetten in beslag genomen door schuldeisers, wat het einde betekende van het marionettentheater in de Jardin des Tuileries. Voor Duranty was dit marionettentheater het eigenlijke essentiële theater: de pure eenvoudige populaire en naïeve essentie van de literatuur.
Hij werkte daarna voor verschillende kranten, onder meer Le Figaro en tijdschriften zoals Revue de Paris, La Rue, L’Eclair, Paris, Paris-Journal, La Vie Parisienne en de Gazette des beaux-Arts. In 1864 toen hij voor de Progrès de Lyon werkte, leerde hij Émile Zola kennen met wie hij bevriend werd, een vriendschap die levenslang zou duren. Ook met Edgard Degas en Édouard Manet was hij nauw bevriend, hoewel hij na zijn kritieken in Paris-Journal naar aanleiding van het Salon van 1869 van Manet in Café Guerbois een slag in zijn gezicht kreeg wat tot een duel leidde. Na het duel op 23 februari 1870 werd de ruzie bijgelegd.
Naast verschillende romans waarvan verscheidene eerst als feuilleton verschenen, publiceerde hij in 1876 een studie getiteld La Nouvelle Peinture: À propos du groupe d’artistes qui expose dans les galeries Durand-Ruel, een gedreven verdediging van het realisme en het impressionisme waarin hij afrekende met de stijl van het École des beaux-arts en de avant-garde schilders zoals Claude Monet, Pierre-Auguste Renoir, Camille Pissarro, Alfred Sisley en Berthe Morisot in de schijnwerper plaatste.
Duranty overleed in pure armoede op 5 juni 1833. Slechts dertien vrienden droegen hem ten grave waaronder Paul Alexis, Albert Bartholomé, Henry Céard, Edgar Degas, Joris-Karl Huysmans, Edouard Manet, Eugène Moret, Camille Pissarro, Jean-François Raffaëlli, dokter Thulié en Émile Zola, die de grafrede hield. Op 28 en 29 januari 1881 werden zijn verzameling van schilderijen en zijn boeken verkocht. De opbrengst ging naar Pauline Bourgeois zijn levensgezellin.

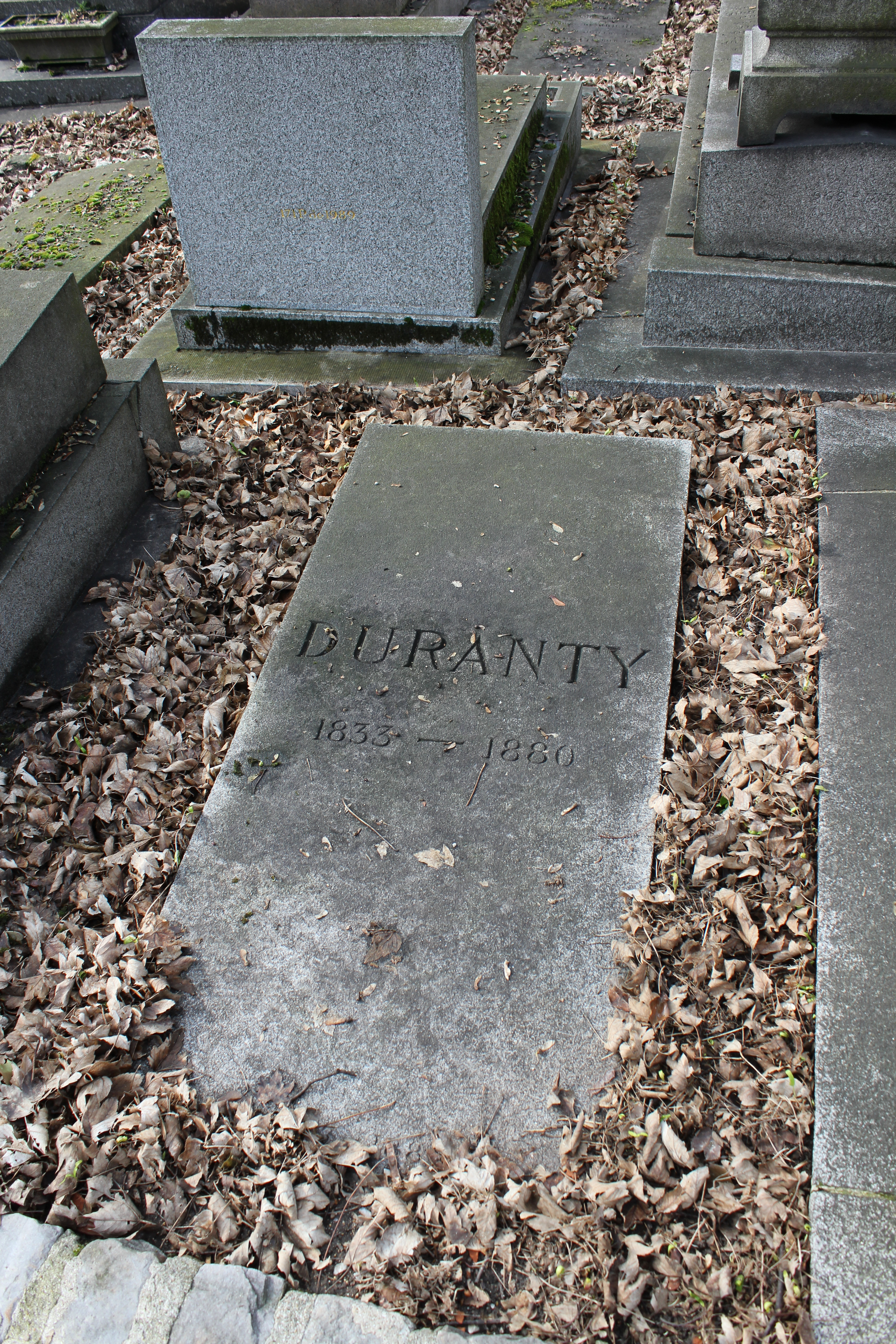
Graf van Duranty op het kerkhof Père-Lachaise.

Hij werd begraven op het kerkhof van Saint-Ouen en in 1885 werden zijn stoffelijke resten overgebracht naar het kerkhof van Père-Lachaise.

## Werken
- Le malheur d'Henriette Gérard in de revue Le Pays 1858
- La Cause du beau Guillaume. Parijs 1862.
- La Canne de madame Dérieux, Parijs 1870
- Michel Fatal ou les voyants de Jérusalem, Parijs 1872
- Les Combats de Françoise Du Quesnoy, Parijs 1873.
- La Nouvelle peinture: à propos du groupe d'artistes qui expose dans les galeries Durand-Ruel. Parijs 1876.
- Les Séductions du chevalier Navoni, Parijs 1877
- Les six barons de Septfontaines; Gabrielle de Galardy; Bric-à-Brac; Un accident. Parijs 1878.
- Le Pays des arts. La Statue de M. de Montceaux. L'Atelier. Bric-à-Brac. Le Peintre Louis Martin Parijs 1881.
- Le mariage de raison. heruitgave, Parijs 1954.
- Réalisme heruitgave, Parijs 1970.
- Théâtre des marionnettes du Jardin des Tuileries, répertoire de vingt quatre saynètes, 1862, heruitgave. Arles, 1995 ISBN 2-74270-6526
- Adolphe Menzel. heruitgave Parijs 1996, ISBN 2-84049-079-X.

- Bibliothèque nationale de France: cb11901347k (data)
- Gemeinsame Normdatei: 118105043
- International Standard Name Identifier: 0000 0000 8098 2286
- Library of Congress Control Number: n83800448
- Nationale Bibliotheek van Tsjechië: jn20011018331
- Nationale bibliotheek van Australië: 36512190
- Nationale Bibliotheek van Israël: 987007428746405171
- Nationale Bibliotheek van Polen: a0000002189958
- Nederlandse Thesaurus van Auteursnamen: 068687699
- SNAC: w6f50pg4
- Système universitaire de documentation: 026846071
- Trove: 1264913
- Union List of Artist Names: 500317117
- Virtual International Authority File: 19677036
- WorldCat: E39PBJvxxcGyb8TjT3XjGxGyh3